# Hortonia
Hortonia es un género con cuatro especies de plantas de flores perteneciente a la familia Monimiaceae. Son nativos de Sri Lanka.

## Especies seleccionadas
- Hortonia acuminata
- Hortonia augustifolia
- Hortonia floribunda
- Hortonia ovalifolia